# نانسي ماريا هيل
نانسي ماري هيل (بالإنجليزية: Nancy M. Hill)‏، (19 نوفمبر 1833 – 8 يناير 1919)، ممرضة اشتهرت خلال الحرب الأهلية الأمريكية، تابعت دراستها فيما بعد لتصبح طبيبة في الولايات المتحدة الأمريكية. تخصصت في الحمل والولادة وأسست جمعية باتت تعرف اليوم باسم هيلكريست للخدمات العائلية، وهي جمعية تعنى بشؤون الأمهات العازبات وأطفالهنّ.

## السيرة الذاتية
ولدت هيل في بوسطن، ماساتشوستس عام 1833 لوالدين هما ويليام وهارييت هيل، تلقت تعليمًا حسنًا في كلية ماونت هوليوكي (جبل هوليوكي) الأمريكية.
كانت المستشفيات الأمريكية تعاني من نقص كبير في الكادر الطبي والتمريضي، فتطوعت هيل للعمل في واشنطن وقد وقع الاختيار عليها ممرضة في الجيش الأمريكي إبان الحرب الأمريكية وخدمت في مستشفى عسكري في ولاية واشنطن بين العام 1863 والعام 1865.
كان عملها في المستشفى تطوعيًا، أي أنها لم تتلق أي راتب أو بدل مادي لقاء أتعابها، بل كانت الأموال تذهب لصندوق المستشفى ليتسنى لهم شراء ما يحتاجه الجنود الجرحى والمصابين.
كان المستشفى الذي عملت فيه نانسي يتألف من 11 مبنى إضافة لمجموعة من الخيم، وكان قادرًا على رعاية أكثر من 1000 شخص في نفس الوقت. كان المستشفى مكتظا لدرجة أنه كان يجري أكثر من 40 عملية بتر أعضاء في الوقت عينه وقد شاركت هيل في عدد كبير منها.
عند انتهاء الحرب وإقفال المستشفى، نصحها الطبيب المناوب على إكمال دراستها في الطب لأنه المجال الذي ستبرع فيه. استلهمت نانسي ماري هيل من عملها كممرضة لتكمل دراستها في الطب وتتخصص في مجال الحمل والولادة في كلية طب جامعة ميتشيغان في منطقة آن هاربور، فتخرجت منها عام 1874، عن عمر يناهز 41 عامًا لتصبح واحدة من أولى الطبيبات في الولايات المتحدة الأمريكية. انتقلت بعدها بمدة قصيرة إلى منطقة ديوبوك في ولاية أيوا حيث افتتحت عيادة ومارست الطب أخصائيةً في الحمل والولادة لمدة 36 عامًا. من أشهر أقوالها «لم أكن يومًا أمًا، لكنني جلبت أكثر من 1000 طفل لهذا العالم».
أسست نانسي ماريا هيل جمعية أسمتها «مجتمع إنقاذ المرأة» عام 1896، وكانت الجمعية تعنى بتأمين الدعم والمأوى للأمهات غير المتزوجات وأطفالهنّ. استمرت هيل في عملها على رأس الجمعية حتى عام 1909 عندما اضطرت لإغلاق مبناها السكني وتخفيض نشاطاتها بسبب مصاعب مالية واجهتها إضافة لتقدمها بالعمر.
أعيد افتتاح مبنى الجمعية عام 1914 على يد أنا بلانش كوك. ماتت نانسي ماريا هيل عام 1919 في أيوا ودفنت هناك في مقبرة لينوود.
في عام 1989، وبعد سبعين عام من وفاتها، أدرج اسمها في ردهة المشاهير النساء بولاية أيوا.